# Cercartetus lepidus
Il  Possum pigmeo della Tasmania (Cercartetus lepidus Thomas, 1888) è un piccolo marsupiale della famiglia dei Burramidi. È il possum australiano più piccolo che esista. Venne descritto per la prima volta da Oldfield Thomas nel 1888, dopo che questi si rese conto che un esemplare da museo indicato come un “opossum pigmeo orientale” apparteneva in effetti a una nuova specie sconosciuta alla scienza. L'olotipo è conservato al Museo di Storia Naturale di Londra.

## Descrizione
Malgrado sia un marsupiale, il possum pigmeo della Tasmania ricorda a prima vista un ghiro, ed è il rappresentante più piccolo tra tutte le specie note del sottordine dei Falangeriformi. Gli adulti hanno una lunghezza testa-corpo di 6,6-7,5 cm e una coda di 6-7,2 cm, e pesano appena 7-10 g. Ha un manto soffice e folto, di un colore marroncino su gran parte del corpo che diviene grigio chiaro sulle regioni inferiori.
Il muso è breve e munito di lunghe vibrisse, e gli occhi, rivolti in avanti, sono circondati da peli leggermente più scuri, ma non dai caratteristici anelli neri presenti in altri possum pigmei. Le orecchie sono mobili e in gran parte prive di pelo. La coda è prensile e fittamente ricoperta di pelo alla base, che può aumentare di diametro in base alle riserve di grasso immagazzinate sotto la sua pelle. La parte restante della coda è relativamente sottile e cilindrica, e presenta solamente pochi peli sparsi tra le numerose piccole squame che la ricoprono.

## Biologia

### Comportamento
Il possum pigmeo della Tasmania conduce vita notturna e arboricola. Vive prevalentemente nelle boscaglie o sul sottobosco delle foreste, e, nonostante sia un buon arrampicatore, si avventura raramente sui rami più alti degli alberi, forse perché lassù sarebbe maggiormente esposto agli attacchi dei predatori aerei. I possum pigmei utilizzano strisce di corteccia per costruire nidi a forma di cupola nelle cavità degli alberi o tra il legno marcescente, ma sono creature solitarie che non condividono i loro nidi con altri esemplari, a eccezione dei propri piccoli.
Quando il clima diviene rigido, soprattutto quando la temperatura scende oltre i 6 °C, il possum pigmeo della Tasmania è in grado di entrare in una sorta di torpore. Quando è in questo stato, la temperatura corporea diminuisce, e il consumo di ossigeno cala fino all'1% del normale.

### Alimentazione
I possum pigmei della Tasmania sono onnivori, e si nutrono di insetti, ragni, piccole lucertole, nettare e polline, soprattutto di quelli di piante del genere Banksia ed Eucalyptus. La sua capacità di raccogliere il polline senza danneggiare il fiore ospite ne fa un ottimo impollinatore di alcune specie vegetali. Tra i suoi predatori figurano diavoli della Tasmania, quoll, kookaburra, barbagianni australiani e serpenti tigre.

### Riproduzione
Gli accoppiamenti possono avvenire in ogni periodo dell'anno, ma sono più frequenti in primavera ed estate. La femmina ha un marsupio ben sviluppato contenente quattro capezzoli, fattore che limita a questo numero le dimensioni massime di ciascuna nidiata. I giovani lasciano il marsupio verso i 42 giorni di età, ma anche successivamente rimangono aggrappati al pelo della madre che li trasporta in giro. Lasciano il nido e iniziano a condurre vita indipendente a circa 90 giorni di età.

## Distribuzione e habitat
Il possum pigmeo è diffuso in tutta la Tasmania, ma in passato si riteneva che fosse ormai scomparso da altre regioni australiane. Nel 1964, tuttavia, ne venne scoperto un esemplare sull'isola dei Canguri (Australia Meridionale), e da allora nuove popolazioni sono state rinvenute nel bacino del Murray-Darling (Australia Meridionale e Victoria). Non esistono sottospecie riconosciute, sebbene sia stato proposto, sulla base di informazioni genetiche, che le due popolazioni conosciute, quella continentale e quella della Tasmania, possano costituire due sottospecie distinte o, addirittura, due specie a sé. La specie abita le foreste di sclerofille, il mallee e le brughiere aperte.
I fossili più antichi appartenenti a questa specie, risalenti al Pleistocene superiore, sono stati rinvenuti sul continente, mentre in Tasmania i fossili più vecchi sono di gran lunga più recenti. Il fatto che siano stati ritrovati dei fossili anche nelle regioni orientali del Victoria e nel Nuovo Galles del Sud, aree dove attualmente la specie non è presente, indica che in passato essa occupasse un areale più vasto di quello odierno.